# From Roslagsgatan to Södra Hammarbyhamnen 1994-2004
From Roslagsgatan to Södra Hammarbyhamnen 1994-2004 är ett samlingsalbum av svenska indiegruppen Hell on Wheels, utgivet 2004. Skivan består av demos, låtar från svåråtkomliga singlar, covers och tidigare outgivet material.
Albumet släpptes i en numrerad begränsad upplaga om 1000 ex.

## Låtlista
1. "T-man gadget" (Rickard Lindgren, Hell on Wheels) - 3:35
2. "Tounge in my fear" (Rickard Lindgren, Hell on Wheels) - 2:52
3. "Back & forth" (Rickard Lindgren, Hell on Wheels) - 2:40
4. "White socks/Brown loafers" (Rickard Lindgren, Hell on Wheels) - 2:46
5. "Parleur du surf" (Rickard Lindgren, Hell on Wheels) - 3:37
6. "Antipode to antipode" (Rickard Lindgren, Hell on Wheels) - 2:16
7. "One sperm across your heart" (Rickard Lindgren, Hell on Wheels) - 3:44
8. "Thing in your eye" (Rickard Lindgren, Hell on Wheels) - 4:37
9. "Sly & Dolph, Adolesence had a rival" (Rickard Lindgren, Hell on Wheels) - 2:20
10. "Bastard halo of bozzee" (Rickard Lindgren, Hell on Wheels) - 3:44
11. "Battle of the X's" (Rickard Lindgren, Hell on Wheels) - 3:59
12. "The Soda #1" (Rickard Lindgren, Hell on Wheels) - 3:05
13. "Gyro of feel" (Rickard Lindgren, Hell on Wheels) - 1:38
14. "That folds the iron" (Rickard Lindgren, Hell on Wheels) - 2:55
15. "Tear off the ring by pulling out the tounge" (Rickard Lindgren, Hell on Wheels) - 3:08
16. "They are not giants" (Rickard Lindgren, Hell on Wheels) - 1:23
17. "Logical song" (Rick Davies/Roger Hodgson) - 4:45
18. "Butterfly is the smallest bird" (Rickard Lindgren, Hell on Wheels) - 2:21
19. "Our sweetness has become a problem" (Rickard Lindgren, Hell on Wheels) - 5:25
20. "Nothing is left" (Rickard Lindgren, Hell on Wheels) - 2:54
21. "Holiday song" (Black Francis) - 4:02